# Spirit Lake (Iowa)
Spirit Lake é uma cidade localizada no estado americano de Iowa, no Condado de Dickinson.

## Demografia
Segundo o censo americano de 2000, a sua população era de 4261 habitantes.
Em 2006, foi estimada uma população de 4722, um aumento de 461 (10.8%).

## Geografia
De acordo com o United States Census Bureau tem uma área de
8,6 km², dos quais 8,6 km² cobertos por terra e 0,0 km² cobertos por água. Spirit Lake localiza-se a aproximadamente 449 m acima do nível do mar.

## Localidades na vizinhança
O diagrama seguinte representa as localidades num raio de 12 km ao redor de Spirit Lake.